# Референдумы в Швейцарии (1949)
Референдумы в Швейцарии проходили 22 мая, 11 сентября и 11 декабря 1949 года. В мае проходили референдумы по Статье 39 Конституции, касающейся Национального банка Швейцарии, и по федеральному закону о поправке к закону 1928 года о мерах против туберкулёза. Оба референдума были отвергнуты. Сентябрьский референдум по гражданской инициативе «за возвращение к прямой демократии» был одобрен небольшим большинством. В декабре был референдум по поправке к федеральному закону о статусе занятости федеральных служащих. Поправка была одобрена.

## Избирательная система
Конституционный референдум был обязательным, а референдум за возвращение к прямой демократии был гражданской инициативой  и оба требовали двойного большинства для одобрения: избирателей и кантонов. Референдумы по федеральным законам о возвращении к прямой демократии и о статусе федеральных служащих были факультативным и требовали для одобрения лишь большинство голосов избирателей.

## Результаты

### Май: Конституционная поправка по Национальному банку
| Выбор                                | Общее голосование | Общее голосование | Кантоны | Кантоны | Кантоны |
| Выбор                                | Голосов           | %                 | Полных  | Полу-   | Всего   |
| ------------------------------------ | ----------------- | ----------------- | ------- | ------- | ------- |
| За                                   | 293 650           | 38,5              | 1       | 1       | 1,5     |
| Против                               | 468 823           | 61,5              | 18      | 5       | 20,5    |
| Пустых бюллетеней                    | 81 909            | –                 | –       | –       | –       |
| Недействительных бюллетеней          | 1 485             | –                 | –       | –       | –       |
| Всего                                | 845 867           | 100               | 19      | 6       | 22      |
| Зарегистрированных избирателей/ Явка | 1 385 582         | 61,0              | –       | –       | –       |
| Источник: Nohlen & Stöver            |                   |                   |         |         |         |

### Май: федеральный закон по туберкулёзу
| Выбор                                | Голосов   | %    |
| ------------------------------------ | --------- | ---- |
| За                                   | 202 863   | 24,8 |
| Против                               | 613 552   | 75,2 |
| Пустых бюллетеней                    | 28 241    | –    |
| Недействительных бюллетеней          | 1 211     | –    |
| Всего                                | 845 867   | 100  |
| Зарегистрированных избирателей/ Явка | 1 385 582 | 61,0 |
| Источник: Nohlen & Stöver            |           |      |

### Сентябрь:  Гражданская инициатива о прямой демократии
| Выбор                                | Общее голосование | Общее голосование | Кантоны | Кантоны | Кантоны |
| Выбор                                | Голосов           | %                 | Полных  | Полу-   | Всего   |
| ------------------------------------ | ----------------- | ----------------- | ------- | ------- | ------- |
| За                                   | 280 755           | 50,7              | 11      | 3       | 12,5    |
| Против                               | 272 599           | 49,3              | 8       | 3       | 9,5     |
| Пустых бюллетеней                    | 35 655            | –                 | –       | –       | –       |
| Недействительных бюллетеней          | 1 941             | –                 | –       | –       | –       |
| Всего                                | 590 950           | 100               | 19      | 6       | 22      |
| Зарегистрированных избирателей/ Явка | 1 389 856         | 42,5              | –       | –       | –       |
| Источник: Nohlen & Stöver            |                   |                   |         |         |         |

### Декабрь: Федеральный закон о госслужащих
| Выбор                                | Голосов   | %    |
| ------------------------------------ | --------- | ---- |
| За                                   | 546 160   | 55,3 |
| Против                               | 441 785   | 44,7 |
| Пустых бюллетеней                    | 14 552    | –    |
| Недействительных бюллетеней          | 1 865     | –    |
| Всего                                | 1 004 362 | 100  |
| Зарегистрированных избирателей/ Явка | 1 394 818 | 72,0 |
| Источник: Nohlen & Stöver            |           |      |